# Marj Dusay
Marj Dusay, nom de scène de Marjorie Ellen Pivonka Mahoney, est une actrice américaine née le 20 février 1936 à Russell dans le Kansas et morte le 29 janvier 2020.

## Biographie
En 1967, Marj Dusay est membre de la Session, un groupe de comédie d'improvisation à Los Angeles. Ses débuts dramatiques ont lieu le 21 décembre 1967, dans un épisode de Cimarron Strip à la télévision. Elle apparait dans le film Sweet November en 1968. 
Marj Dusay commence sa carrière avec un petit rôle de serveuse aux côtés d'Elvis Presley dans le film Clambake en 1967. En 1968, elle joue un agent spécial dans un épisode de la série télévisée Hawaï police d'État, ainsi que dans trois épisodes de Papa Schultz. Toujours en 1968-1969, elle joue le rôle de Gloria dans la sitcom Blondie, nouvelle version de la série des années 1950. 
Elle fait de nombreuses apparitions dans des émissions de télévision populaires à la fin des années 1960 et 1970. Elle joue l'extraterrestre Kara dans le premier épisode de la troisième saison de Star Trek. Marj Dusay est une invité populaire aux conventions des fans de Star Trek, apparaissant souvent avec un ami personnel et un autre acteur de Star Trek, Michael Dante. Elle joue dans un épisode de 1969 de la série Daniel Boone dans le rôle d'une voleuse de diamants française nommée Eugénie. Elle joue aussi le rôle de Jean MacArthur dans le film MacArthur, le général rebelle (1977), et est la vedette de la mère de Blair Warner, Monica Warner, dans la série Drôle de vie.
Elle est notamment connue pour ses rôles dans divers soap operas et séries télévisées américaines.

## Filmographie

### Cinéma
- 1969 : Pendulum (Pendulum) de George Schaefer : Liz Tennant
- 1987 : Bienvenue au Paradis (Made in Heaven) d'Alan Rudolph : Mrs. Packet

### Télévision
- 1967 et 1968 : Les Mystères de l'Ouest (The Wild Wild West), de Michael Garrison (série TV)
  - La Nuit du double Jeu (The Night of the Turncoat), saison 3 épisode 13, de James B. Clark (1967) : Crystal
  - La Nuit des Monstres marins (The Night of the Kraken), saison 4 épisode 6, de Michael Caffey (1968) : Dolores Hammond
- 1968 : Star Trek (série télévisée) :  épisode Le Cerveau de Spock : Kara
- 1969 : Papa Schultz, saison 4, épisode 18 : baronne von Krimm
- 1971 : Mannix (série télévisée) :  Saison 4-épisode 19 Jeu de fantômes
- 1978 : Détroit : Caroline Horton
- 1978 : Du feu dans le ciel (A Fire in the Sky) (téléfilm) : Ellen Gilliam
- 1985 : Dallas (série TV) : Bernice Billings
- 1987 : Santa Barbara : Pamela Pepperidge Capwell Conrad n° 2